# Kent (1799)
Pour les articles homonymes, voir Kent (homonymie).
Le Kent, lancé en 1799, est un Indiaman de la Compagnie britannique des Indes orientales. Lors de son premier voyage en 1800 vers le Bengale et le Bengkulu, il est capturé près de l'embouchure du Gange par le corsaire français Robert Surcouf.

## Capture
Le Kent quitte Torbay le 3 mai 1800. Il est commandé par Robert Rivington, qui navigue en vertu d'une lettre de marque du 28 mars 1800. À Salvador il embarque 300 personnes, dont des troupes et des passagers, les survivants de l'Indiaman Queen, qui avait pris feu et avait été détruit, avec plus de 100 morts. Le Queen et le Kent quittent Torbay le même jour.
Le 7 octobre le Kent rencontre le brick corsaire français La Confiance, (18 canons et 150 hommes), sous le commandement de Robert Surcouf.

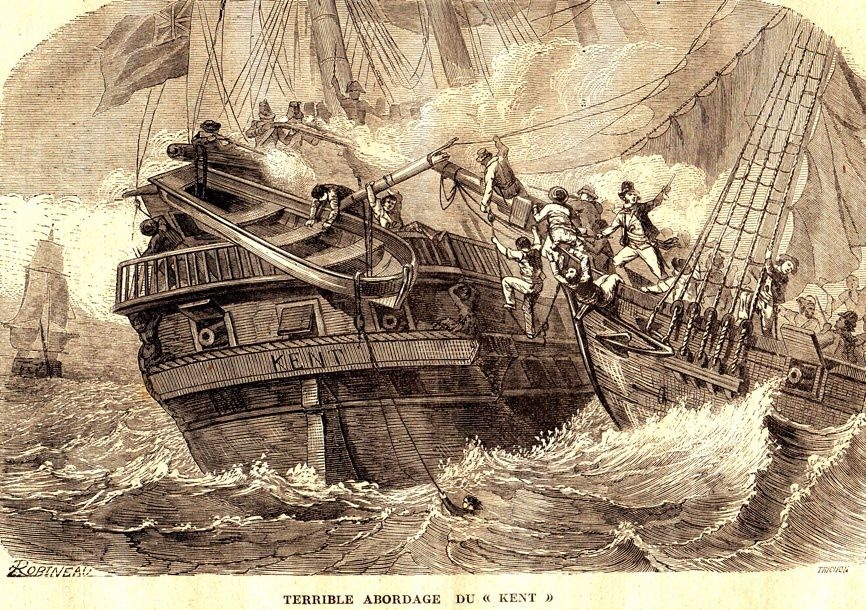
Terrible abordage du « Kent » par Robineau

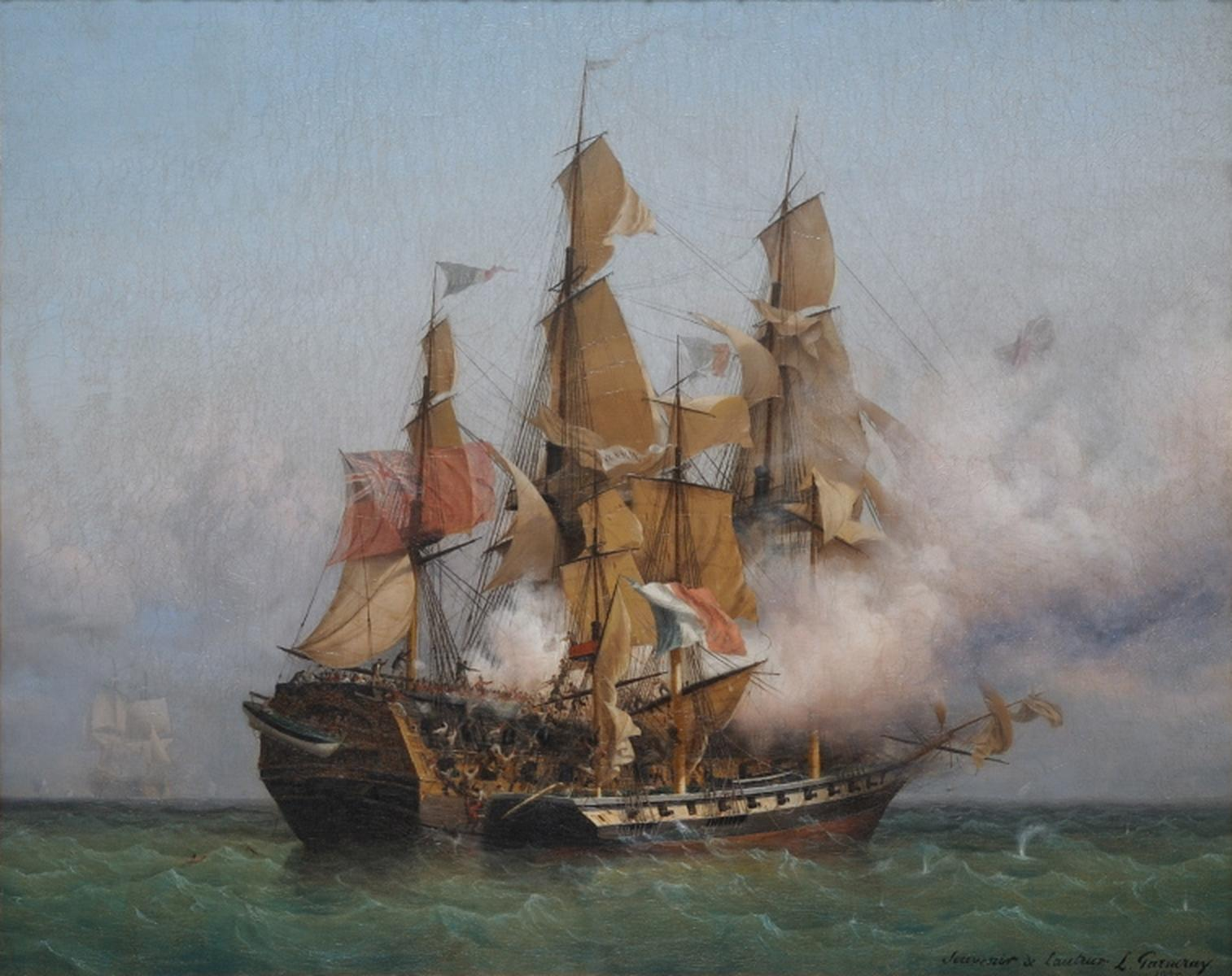
Le combat entre le Kent et la Confiance, commandé par le corsaire français Robert Surcouf en octobre 1800, représenté dans une peinture d'Ambroise Louis Garneray

### Le récit par les Français
Le Kent venait de sauver l'équipage et les passagers du Queen, détruit par le feu, et, par conséquent, avait un abondant renfort.  Avec les passagers, parmi lesquels il y avait près de 100 soldats, ils sont 437 personnes à bord. Surcouf réussit à aborder son adversaire, beaucoup plus gros et à prendre le contrôle du Kent. Les Britanniques ont  14 hommes tués et 44 blessés, tandis que le français n'a que cinq hommes tués et une dizaine de blessés. Le peintre français Garneray, enseigne à bord de la Confiance, fait le récit de l'abordage du Kent par Surcouf et peint la scène.

### Le récit par les Anglais

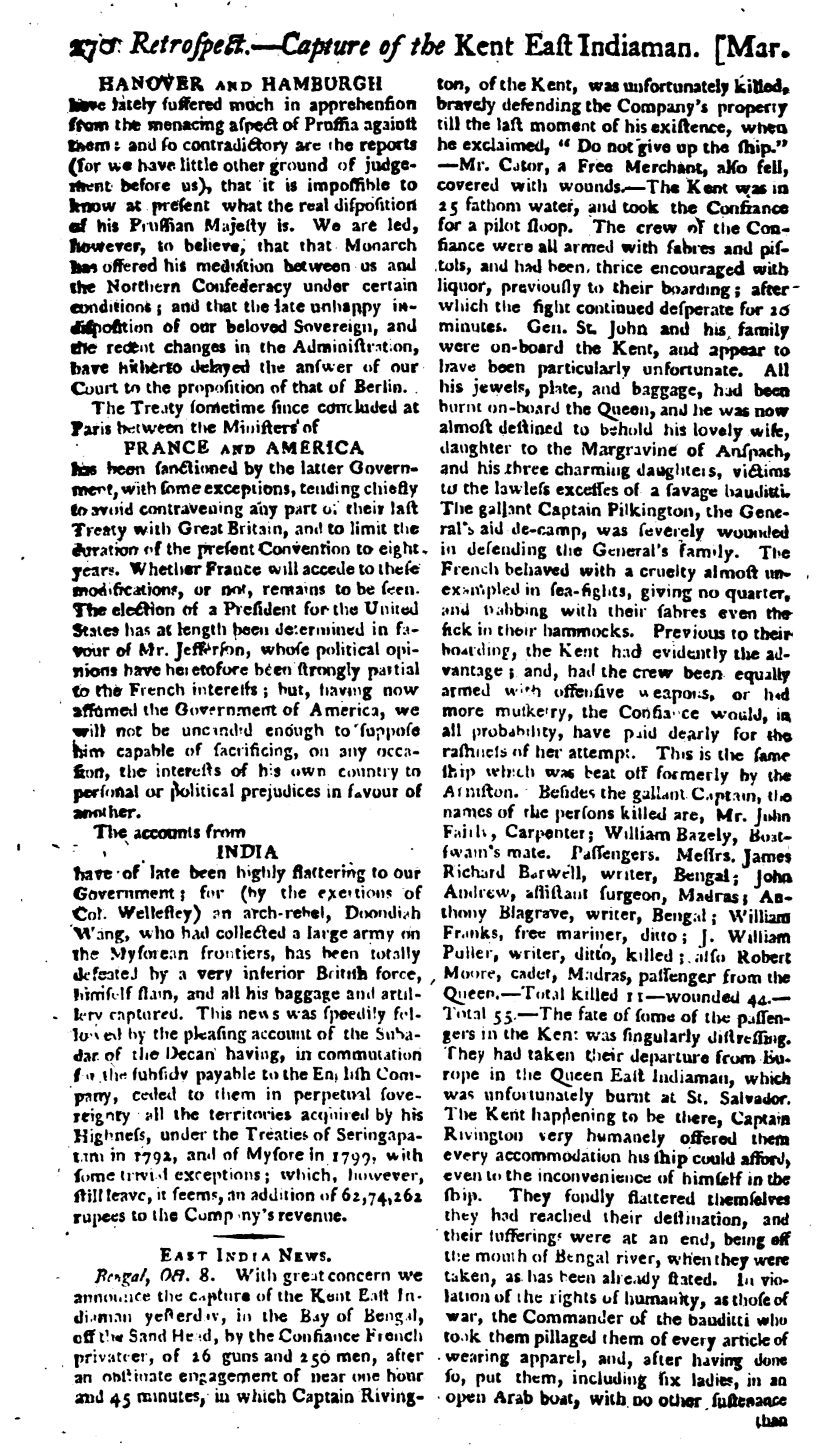
Récit de la prise du Kent, dans Le Gentleman's Magazine, octobre 1800

L'historien anglais William James rapporte que le Kent a combattu pendant près de deux heures et que Rivington a été tué par un tir à la tête, lors de l'abordage des français. Il affirme que l'armement  du Kent  se composait de vingt canons de 12 livres, et 6 canons de 6 livres, et que l'armement de La Confiance se composait de 20 à 22 canons de 8 livres. Il imagine que si le Kent avait porté 18 ou 24 caronades, il aurait peut-être été en mesure d'utiliser la mitraille pour dissuader l'abordage. Il signale en outre que, en plus de son équipage d'environ 100 personnes, il avait aussi 38 passagers masculins et trois passagères, y compris les sept ou huit passagers qu'il avait ramassé à Salvador, après un incendie qui avait détruit le Queen, le 9 juillet. Apparemment, quatre ou cinq passagers figurent parmi les britanniques tués, sans compter les passagers parmi les blessés. Il ne mentionne pas les soldats, quoiqu'il aient très certainement été à bord. James attribue la réussite de l'abordage à la pénurie d'épées, de haches et de pistolets pour l'équipage anglais.
Une autre estimation évalue le nombre de personnes sur le Kent comme inférieur à 200, et donne comme victimes 11 tués et 44 blessés du côté Britannique, et 16 blessés, (dont trois sont décédés plus tard), du côté français. Parmi les passagers figurent le général St John, sa femme, trois filles, deux autres femmes, et l'aide de camp de St John, le capitaine Pilkington, qui avait été blessé. Surcouf les met sur un bateau marchand arabe de passage, à destination de Calcutta qu'ils rejoignent plus tard.

### Suites
Surcouf met son premier officier, Joachim Drieux, sur le Kent, avec un équipage de 60 hommes. Surcouf abandonne les passagers à un marchand qu'il intercepte quelques jours plus tard. La Confiance et le Kent arrivent à la Rade des Pavillons à Port-Louis, (Île Maurice), en novembre. La capture de Kent fait sensation, et l'Amirauté britannique promet une récompense pour la capture de Surcouf.
Ses ravisseurs vendent le Kent pour 30.900 piastres à une Compagnie maritime danoise qui le renomme le Cronberg,. Il reprend la mer le 21 mars, mais alors qu'il approche du Danemark, des bateaux l'informent de l'attaque de Copenhague par la flotte britannique. Il attend donc quelques semaines à Fleckeroë jusqu'à ce qu'il puisse arriver en toute sécurité à Kristiansand en juin 1801, et à Copenhague, le 16 juillet.
La Compagnie britannique des Indes orientales évalue la cargaison perdue du Kent à £28,676.
Le chant de gaillard d'avant « Au 31 du mois d'août » est basé sur la prise du Kent par Surcouf (bien que la date du 31 août ne corresponde pas à la date réelle de capture du 7 octobre),.